# Rhynchosida kearneyi
Rhynchosida kearneyi är en malvaväxtart som beskrevs av P.A. Fryxell. Rhynchosida kearneyi ingår i släktet Rhynchosida och familjen malvaväxter. Inga underarter finns listade i Catalogue of Life.